# Seznam zgradb in objektov v Ljubljani
Seznam zgradb in objektov v Ljubljani. Seznam ne vsebuje cerkva. Te so posebej obravnavane v  seznamu cerkva v Ljubljani.

## Seznam
| Slika                              | Ime                                                                                         | Lega                                                 | Gradnja                      | Slog/Arhitekt                                                              | Namen                                                                      |
| ---------------------------------- | ------------------------------------------------------------------------------------------- | ---------------------------------------------------- | ---------------------------- | -------------------------------------------------------------------------- | -------------------------------------------------------------------------- |
| Baragovo semenišče                 | Akademski kolegij; tudi Baragovo semenišče Stavba Festivalne dvorane Pionirski dom          | Bežigrad, Vilharjeva cesta 15                        | 1936                         | Jože Plečnik, Anton Suhadolc                                               | plesna dvorana študentski dom mladinsko gledališče rehabilitacijski center |
|                                    | Arena Stožice                                                                               | Stožice                                              | 2010                         | Jurij Sadar in Boštjan Vuga                                                | športna dvorana                                                            |
| Bambergova hiša                    | Bambergova hiša                                                                             | Miklošičeva cesta 16                                 | 1901                         | Maks Fabiani                                                               | tiskarna stanovanjski objekt                                               |
| Barbova palača                     | Barbova palača                                                                              | Gosposka ulica 3                                     | 1755 - 1756                  | Matija Persky                                                              |                                                                            |
| Belgijska vojašnica                | Belgijska vojašnica                                                                         | med Masarykovo in Metelkovo cesto                    | 1882 - 1895                  | Adolf Wagner                                                               | vojašnica                                                                  |
| Cankarjev dom                      | Cankarjev dom                                                                               | Erjavčeva cesta 15 (lokacija na WikiMapia)           | 1977-1982                    | Edvard Ravnikar                                                            | kulturna ustanova                                                          |
| Cekinov grad                       | Cekinov grad                                                                                | Tivoli, Celovška cesta 23 (lokacija na WikiMapia)    | 1720 obnova 1955             | Edo Mihevc                                                                 | dvorec Muzej novejše zgodovine                                             |
| Centralna lekarna                  | Seunigova hiša Centralna lekarna                                                            | Prešernov trg 5 (lokacija na WikiMapia)              | 1895 - 1897                  | neorenesansa Ferdinand Hauser                                              | lekarna                                                                    |
| Codellijeva hiša                   | Codellijeva hiša »pri Vitezu«                                                               | Breg 20                                              | pred 1574                    |                                                                            | stanovanjski/ gostinski objekt                                             |
| Cukrarna                           | Cukrarna                                                                                    | Poljanski nasip 40                                   | 1828 - 1930                  | klasicizem                                                                 | gospodarski objekt vojašnica                                               |
| Čudnova hiša                       | Čudnova hiša                                                                                | Cigaletova 3                                         | 1901                         | Ciril Metod Koch                                                           | poslovno-stanovanjska stavba                                               |
| Deželna bolnišnica                 | Deželna bolnišnica                                                                          | Ajdovščina, Ljubljana                                | 1786                         | Bolnišnica na Ajdovščini (nasproti sedanji kavarni Evropa) po potresu 1895 | samostan diskalceatov                                                      |
| Deželni dvorec, Ljubljana          | Vicedomski dvorec Deželni dvorec                                                            | Kongresni trg 12 (lokacija na WikiMapia)             | 15. stoletje po 1895         | neorenesansa Josip Hudetz                                                  | Univerza v Ljubljani                                                       |
| Dolničarjeva hiša                  | Dolničarjeva hiša                                                                           | Mestni trg 2                                         | 1780                         |                                                                            |                                                                            |
| Domobranska vojašnica              | Domobranska vojašnica                                                                       | Roška cesta 31                                       | 1891 - 1899                  |                                                                            | vojašnica Arhiv Slovenije Restavratorski center RS                         |
| Drofenigova hiša                   | Drofenigova hiša tudi Miklavčeva veleblagovnica                                             | Mestni trg 23                                        | 1914                         | Karl Brünnler                                                              | poslovna stavba                                                            |
| Dvorec Selo                        | Dvorec Selo                                                                                 | Zaloška cesta 69                                     | 1762                         | Jožef Desselbruner                                                         | namembnost se je v času spreminjala                                        |
|                                    | Emonika City Center                                                                         | Dunajska-Masarykova-Vilharjeva                       | v planu                      | TriGranit                                                                  | potniško-nakupovalno-storitveni center                                     |
| Filipov dvorec                     | Filipov dvorec                                                                              | Cankarjevo nabrežje 1 (lokacija na WikiMapia)        | 1895                         | Leopold Theyer                                                             |                                                                            |
|                                    | Finžgarjeva hiša                                                                            | Finžgarjeva ulica 12                                 |                              | Anton Suhadolc                                                             | stanovanjski objekt                                                        |
| Friedl-Recharjeva hiša             | Friedl-Recharjeva hiša                                                                      | Trgu francoske revolucije 5                          | 1794                         | Andrej Menini                                                              |                                                                            |
| Frischeva hiša                     | Frischeva hiša                                                                              | Prešernov trg 3                                      | 1896 - 1897                  | secesija/Filip Supančič                                                    | Trgovsko-stanovanjska                                                      |
| Gerberjeva hiša                    | Gerberjeva hiša                                                                             | Kongresni trg 5 (lokacija na WikiMapia)              | 1896                         |                                                                            | stanovanjski objekt                                                        |
| Gimnastični center Ljubljana       | Gimnastični center Ljubljana                                                                | Gerbičeva ulica                                      | 2015                         |                                                                            | športna dvorana                                                            |
| Glasbena matica                    | Glasbena matica                                                                             | Vegova ulica 5                                       | 1895                         |                                                                            | kulturno društvo                                                           |
|                                    | Gospodarsko razstavišče                                                                     | Dunajska cesta                                       | 1957 - 1961                  | Branko Simčič, Ilija Arnavtovič, Milan Mihelič, Marko Šlajmer              |                                                                            |
| Grad Fužine                        | Grad Fužine                                                                                 | Pot na Fužine 2                                      | 1528/1557                    |                                                                            | muzej                                                                      |
| Grad Jama                          | Grad Jama Lukmanov grad                                                                     | Zgornja Šiška Vodnikova cesta 62                     | 17. stoletje                 | renesansa                                                                  | zdravstena ustanova                                                        |
| Kodeljevo                          | Grad Kodeljevo                                                                              | Kodeljevo                                            | 1. polovica 17. stoletja     |                                                                            |                                                                            |
| Grad Tivoli                        | Grad Tivoli                                                                                 | Park Tivoli Pod turnom 3                             | 17. stoletje                 | klasicizem                                                                 | kulturna ustanova                                                          |
| Grad Bokalce                       | Grad Bokalce                                                                                | Ob zahodni obvoznici v Ljubljani Cesta na Bokalce 32 | 17. stoletje                 |                                                                            | stanovanja                                                                 |
| Gruberjeva palača                  | Gruberjeva palača                                                                           | Zvezdarska ulica 1                                   | 1775 - 1781                  | Gabriel Gruber                                                             | palača                                                                     |
| Hala Tivoli                        | Hala Tivoli                                                                                 | Park Tivoli Celovška cesta 25                        | 1963                         | sodoben                                                                    | športna dvorana                                                            |
| Mestna galerija                    | Hamanova hiša                                                                               | Mestni trg 5                                         |                              | Mestna galerija                                                            |                                                                            |
| Hauptmannova hiša                  | Hauptmannova hiša                                                                           | Prešernov trg 1 (lokacija na WikiMapia)              | 1873, obnova 1904            | Ciril Metod Koch                                                           | stanovanjski objekt                                                        |
| Hipodrom Stožice                   | Hipodrom Stožice                                                                            | Stožice                                              | 1957                         |                                                                            | hipodrom                                                                   |
| Hotel Lev                          | Hotel Lev                                                                                   | Vošnjakova ulica 1 (lokacija na WikiMapia)           | 1964                         |                                                                            | hotel                                                                      |
| M Hotel                            | Hotel Ilirija Hotel M                                                                       | Derčeva ulica                                        | .... 2000                    |                                                                            | hotel                                                                      |
| Hotel Miklič                       | Hotel Južni kolodvor Hotel Miklič hotel Metropol Dom JLA                                    | Trg OF 13                                            | 1928 razširitev 1938         | Rado Kregar                                                                | trgovski in poslovni prostori                                              |
| Hotel Union                        | Grand Hotel Union                                                                           | Miklošičeva cesta 1 (lokacija na WikiMapia)          | 1905                         | Josip Vancaš                                                               | hotel                                                                      |
| City hotel                         | Hotel Štrukelj Hotel Turist City hotel                                                      | Dalmatinova ulica 15                                 | 1907                         |                                                                            | hotel                                                                      |
| Hotel Slon                         | Hotel Slon, Ljubljana                                                                       | Slovenska cesta 34                                   | 1856-1858 1937               | Stanko Rohrmann                                                            | hotel                                                                      |
|                                    | Hribarjeva hiša                                                                             | Slovenska cesta 46                                   | 1902 do 1903                 | Maks Fabiani                                                               | poslovno-stanovanjski objekt                                               |
| Emonska hiša                       | Emonska hiša Jakopičev vrt                                                                  | Mirje 4b, Ljubljana                                  | 4 do 5 st.                   | Colonia Iulia Aemona                                                       | arheološki park                                                            |
| Jožefinum 1905                     | Jožefinum                                                                                   | danes Ulica Janeza Pavla II. št. 4                   |                              |                                                                            | Dom starejših Poljane                                                      |
| Kazina, Ljubljana                  | Kazina                                                                                      | ob Kongresni trg 1 (lokacija na WikiMapia)           | 1836 - 1838                  | klasicizem                                                                 | kulturno-raziskovalna ustanova                                             |
| Kolizej                            | Kolizej                                                                                     | Gosposvetska 13 (lokacija na WikiMapia)              | podrt 2012                   |                                                                            | vojašnica                                                                  |
| Konzorcij                          | Konzorcij (na tem mestu prejKozlerjeva palača)                                              | Slovenska cesta 27-29                                | - 1961                       | -                                                                          | poslovna stavba Konzorcij                                                  |
| Kozolec                            | Kozolec                                                                                     | Slovenska cesta 55 (lokacija na WikiMapia)           | 1962                         | Edo Mihevc                                                                 | poslovno-stanovanjski objekt                                               |
| Kresija, Ljubljana                 | Kresija                                                                                     | Adamil-Lundrovo nabrežje 2 (lokacija na WikiMapia)   | 1897 in 1898                 | neoklasicizem, Leopold Theyer                                              | upravne službe                                                             |
| Krisperjeva hiša                   | Krisperjeva hiša                                                                            | Stritarjeva ulica 1                                  | 16. do 19. st.               |                                                                            | trgovska in stanovanjska stavba                                            |
|                                    | Kristalna palača                                                                            | BTC, Ameriška ulica 8                                | 2011                         | Branko Smolej, Denis Simčič                                                | poslovno-trgovinski objekt                                                 |
| Križanke                           | Križanke                                                                                    | Trg francoske revolucije 2                           | 1167                         | gotika-barok-renesansa; Domenico Rossi Jože Plečnik                        | kulturno-izobraževalna ustanova                                            |
| Krvinova hiša                      | Krvinova hiša                                                                               | Gunclje                                              | 16. stoletje - 1769          | ?                                                                          | stanovanjski objekt                                                        |
| Lichtenbergova hiša                | Lichtenbergova hiša                                                                         | Mestni trg 9                                         | 1540 in 18. st.              |                                                                            | trgovsko-stanovanjska zgradba                                              |
| Ljubljanska Drama                  | Ljubljanska Drama Nemško gledališče                                                         | Erjavčeva cesta 1                                    | 1909 - 1911                  | secesija                                                                   | kulturna ustanova                                                          |
| Ljubljanska opera                  | Ljubljanska opera Deželno gledališče                                                        | Župančičeva ulica 1 (lokacija na WikiMapia)          | 1892                         | neorenesansa                                                               | kulturna ustanova                                                          |
| Ljubljanski grad                   | Ljubljanski grad                                                                            | Grajski grič                                         | 12. stoletje                 |                                                                            | grad                                                                       |
| Lontovž                            | Lontovž SAZU                                                                                | Novi trg 4                                           | 1524                         | pozni barok                                                                | Slovenska akademija znanosti in umetnosti                                  |
| Mahrova hiša                       | Mahrova trgovska šola Hotel Pri avstrijskem dvoru                                           | Krekov trg 10                                        | 1785 1834 1855 1918          | Matija Dobravc                                                             | poslovni prostori                                                          |
| Maximarket                         | Maximarket                                                                                  | Trg republike                                        | 1976                         | Edvard Ravnikar                                                            | trgovski objekt                                                            |
| Meksika                            | Meksika                                                                                     | Njegoševa ulica 6                                    | 1926-27                      | Vladimir Šubic                                                             | stanovanjsko poslopje                                                      |
| Mestna hiša                        | Mestna hiša Magistrat Rotovž                                                                | Mestni trg 1 (lokacija na WikiMapia)                 | 1484/1717                    | barok Carlo Martinuzzi Leopold Theyer                                      | mestna hiša                                                                |
| Mestna hranilnica                  | Mestna hranilnica                                                                           | Čopova ulica 3                                       | 1903-1904                    | Josip Vancaš                                                               | trgovina, banka, stanovanja                                                |
| Mestni dom                         | Mestni dom Šentjakobsko gledališče                                                          | Krekov trg 2                                         | 1898-1899                    | Secesijski slog                                                            | dom gasilcev                                                               |
| Mladika                            | Mladika                                                                                     | Prešernova cesta 25                                  | 1907                         | Maks Fabiani                                                               | ministrstvo                                                                |
| Moderna galerija                   | Moderna galerija                                                                            | Tomšičeva ulica 14                                   | 1948                         | Edvard Ravnikar                                                            | muzej                                                                      |
| Nadškofijski dvorec s stolnico     | Nadškofijski dvorec                                                                         | Ciril-Metodov trg 4                                  | 1461/1511                    | renesansa, barok                                                           | škofija                                                                    |
| Narodna galerija                   | Narodna galerija Narodni dom                                                                | Puharjeva ulica, Cankarjeva cesta 20                 | 1893 do 1896                 | neoklasicistična palača z neorenesančno fasado František E. Škabrout       | kot ljubljanski in vseslovenski Narodni dom                                |
| Narodna in univerzitetna knjižnica | Narodna in univerzitetna knjižnica Knežji dvorec (Fürstenhof)                               | Turjaška ulica 1                                     | 1941                         | Jože Plečnik                                                               | knjižnica                                                                  |
| Navje                              | Navje                                                                                       | Bežigrad Vilharjeva cesta 21                         | 1936                         | klasicizem (Plečnik)                                                       | spominski park                                                             |
| Nebotičnik                         | Nebotičnik                                                                                  | Slovenska cesta 37                                   | 1933                         | Vladimir Šubic                                                             | komercialna ustanova                                                       |
| Nemška hiša                        | Nemška hiša                                                                                 | Slovenska cesta                                      | 1914                         | Ernst Schäfer                                                              |                                                                            |
| Obrezova hiša                      | Obrezova hiša                                                                               | Mestni trg                                           | obnova 18. stoletje          | Matija Persky                                                              | stanovanjski objekt                                                        |
| Osrednja tržnica                   | Osrednja tržnica Vodnikov trg                                                               | Vodnikov trg                                         | 1903                         | -                                                                          | živilski trg                                                               |
|                                    | Palača Dunav                                                                                | Cankarjeva cesta in Beethovnova ulica                | 1931                         | Dionis Sunko                                                               | poslovno-stanovanjski objekt                                               |
| Palača poštne hranilnice           | Palača poštne hranilnice                                                                    | Čopova ulica in Slovenska cesta                      | 1896                         |                                                                            | Poslovna stavba                                                            |
| Peglezen                           | Peglezen                                                                                    | Kapiteljska ulica 2                                  |                              | Jože Plečnik                                                               | trgovsko-stanovanjski objekt                                               |
| Plečnikova hiša                    | Plečnikova hiša                                                                             | Trnovo Karunova ulica 4                              | 1915                         | Jože Plečnik                                                               | stanovanjski objekt                                                        |
| Plečnikove Žale                    | Plečnikove Žale                                                                             | Centralno pokopališče Žale                           | 1938 - 1940/1944             | Jože Plečnik                                                               | sakralno/kulturni objekt                                                   |
| Predsedniška palača                | Predsedniška palača Vladna palača                                                           | Prešernova ulica                                     | 1898                         | Emil Förster                                                               | državniški objekt                                                          |
| Rakovčeva hiša                     | Rakovčeva hiša                                                                              | Mestni trg                                           | obnova 18. stoletje          | klasicizem Matija Persky                                                   | stanovanjski objekt                                                        |
| Realka                             | Realka                                                                                      | Vegova ulica 4                                       | 1874                         | Alexander Bellon                                                           | izobraževalna ustanova                                                     |
|                                    | Rechbachov dvorec                                                                           |                                                      |                              |                                                                            |                                                                            |
| Narodni muzej Slovenije            | Rudolfinum - Narodni muzej Slovenije, Prirodoslovni muzej Slovenije                         | Muzejska ulica 1                                     | 1888 neoromanika             | Wilhelm Resori, Viljem Treo                                                | muzej                                                                      |
| Semeniška palača                   | Semeniška palača                                                                            | Dolničarjeva ulica 4                                 | 1708 - 1772                  |                                                                            |                                                                            |
| Schweigerjeva hiša                 | Schweigerjeva hiša Hiša Lili Novy                                                           | Stari trg 11a                                        | 18. stoletje                 | barok (rokoko) Candido Zulliani                                            | stanovanjski objekt                                                        |
|                                    | Skobernetova hiša                                                                           | Mestni trg                                           |                              |                                                                            |                                                                            |
| Slovenska matica                   | Slovenska matica                                                                            | Kongresni trg 8                                      | obnova 1810 - 1840           | bidermajer                                                                 | kulturna ustanova                                                          |
| Sodna palača                       | Sodna palača                                                                                | Miklošičev park Tavčarjeva ulica 9                   | 1898 - 1902                  | pročelje: klasika Spindler                                                 | sodišče                                                                    |
| Sokolski dom Tabor                 | Sokolski dom Tabor                                                                          | Tabor 13                                             | 1923 - 1925                  | Ivan Vurnik                                                                |                                                                            |
| Souvanova hiša                     | Souvanova hiša                                                                              | Mestni trg                                           | 17./19. stoletje             | klasicizem                                                                 |                                                                            |
|                                    | Stadion Bežigrad                                                                            | Dunajska cesta 73                                    | 1925 od ?                    | Jože Plečnik                                                               | stadion                                                                    |
|                                    | Stadion Stožice                                                                             | Stožice                                              | 2010                         | Jurij Sadar in Boštjan Vuga                                                | nogometni stadion                                                          |
| stavba Državnega zbora             | Stavba Državnega zbora Republike Slovenije                                                  | Šubičeva ulica 4                                     | 1954 - 1959                  | Vinko Glanz                                                                | politična ustanova                                                         |
| stavba Slovenske filharmonije      | Slovenska filharmonija Stanovsko gledališče                                                 | Kongresni trg 10                                     | 1891                         | Adolf Wagner                                                               | kulturna ustanova                                                          |
| Stavba Ustavnega sodišča           | Garibaldijeva hiša Palača zbornice za trgovino, obrt in industrijo Stavba Ustavnega sodišča | Beethovnova ulica 10                                 | 1884 1925/26                 | neoklasicizem Jože Plečnik, France Tomažič                                 | sodišče                                                                    |
| Stavba Zavarovalnice Triglav       | Stavba Zavarovalnice Triglav                                                                | Trg OF 16                                            | 1928-1930                    | Jože Plečnik, France Tomažič                                               | poslovni prostori                                                          |
| Steinbergova hiša                  | Steinbergova hiša                                                                           | Salendrova 6                                         | 15. stol., sredina 18. stol. | barok                                                                      |                                                                            |
| Stiški dvorec                      | Stiški dvorec                                                                               | Stari trg 34                                         | 1628 - 1630                  | zgodnji barok                                                              | izobraževalna ustanova                                                     |
| Stolpnica TR3                      | Stolpnica TR3                                                                               | Trg republike 3                                      | 1971                         | Edvard Ravnikar                                                            | poslovna stavba                                                            |
| Šentpeterska vojašnica             | Šentpeterska vojašnica                                                                      |                                                      |                              |                                                                            | vojašnica                                                                  |
| Škofovi zavodi                     | Škofovi zavodi                                                                              | Štula 23, Ljubljana-Šentvid                          |                              |                                                                            | Zavod svetega Stanislava                                                   |
|                                    | Šumi                                                                                        | Slovenska cesta 6                                    | podrta 2006                  | sredina 19. st., bidermajer, podrt 2006                                    | tovarna bonbonov                                                           |
| Švicarija                          | Švicarija Hotel Tivoli                                                                      | Tivoli                                               | 1908                         | Ciril Koch                                                                 | stanovanja, ateljeji                                                       |
| Hotel Evropa                       | Tavčarjeva palača Hotel Evropa                                                              | Gosposvetska cesta 2 (lokacija na WikiMapia)         | 1869                         | Carl Tietz                                                                 | hotel, kavarna danes knjižnica                                             |
| Topniška vojašnica                 | Topniška vojašnica                                                                          | Dunajska cesta 56-58                                 | 1860 podrta 1994 - 1996      |                                                                            | vojašnica                                                                  |
| Turjaška palača                    | Turjaška palača Auerspergov dvorec                                                          | Gosposka ulica 15                                    | 1642 2004                    | barok/klasicizem/Francesco Cocconi Špela Videčnik in Rok Oman              | stanovanjski objekt (dvorec) muzej                                         |
| Urbančeva hiša                     | Urbančeva hiša Centromerkur                                                                 | Prešernov trg 4b                                     | 1903                         | Art Nouveau                                                                | veleblagovnica                                                             |
| Vodnikova domačija                 | Vodnikova domačija                                                                          | Vodnikova cesta 65                                   |                              |                                                                            | kulturna ustanova                                                          |
| Vojašnica Franca Rozmana - Staneta | Vojašnica Edvarda Peperka Prej Vojašnica Franca Rozmana - Staneta                           | Leskoškova cesta 7                                   |                              |                                                                            | vojašnica                                                                  |
| Vojašnica Šentvid                  | Vojašnica Šentvid                                                                           | Koščeva ulica 2                                      | 1905                         |                                                                            | vojašnica                                                                  |
| Ljubljanska vzpenjača              | Vzpenjača                                                                                   | Krekov trg                                           | 2001 - 2006                  |                                                                            | vzpenjača                                                                  |
| Zadružna gospodarska banka         | Zadružna gospodarska banka                                                                  | Miklošičeva cesta 8                                  | 1925                         | Ivan Vurnik                                                                | banka stanovanjski objekt                                                  |
| zapornica na Ljubljanici           | Zapornica                                                                                   | Poljanski nasip/Vrazov trg                           | 1939 - 1944                  | Jože Plečnik                                                               | uravnavanje gladine vode                                                   |
| Zgodnjekrščansko središče          | Zgodnjekrščansko središče                                                                   | Slovenska cesta                                      | 1. - 4. stoletje             | Colonia Iulia Aemona                                                       | arheološki park                                                            |
| Zoisova palača                     | Zoisova palača                                                                              | Breg 22                                              | 1765 - 1770                  |                                                                            | stanovanjski objekt                                                        |
| Železniška postaja Ljubljana       | Železniška postaja Ljubljana                                                                | Trg OF 6                                             |                              |                                                                            |                                                                            |